# Euphorbia verna
Euphorbia verna är en törelväxtart som beskrevs av Rodolfo Amando Philippi. Euphorbia verna ingår i släktet törlar, och familjen törelväxter. Inga underarter finns listade i Catalogue of Life.